# ジョン・ド・ワーレン (第6代サリー伯爵)
第6代サリー伯爵ジョン・ド・ワーレン（英: John de Warenne, 6th Earl of Surrey、1231年頃 - 1304年9月29日）は、イングランドの貴族。
イングランド王ヘンリー3世の異父妹と結婚し、ヘンリー3世、エドワード1世の2代にわたってイングランド王室に仕えた。

## 経歴
1231年頃、第5代サリー伯爵ウィリアム・ド・ワーレンとその妻マチルダ（初代ペンブルック伯爵ウィリアム・マーシャルの娘）の間の長男として生まれる。
1240年に父が死去し、第6代サリー伯爵位を継承した。1247年にイングランド王ヘンリー3世の異父妹アリス・ド・リュジニャンと結婚した。
1258年の貴族のヘンリー3世への反乱に際しては、義兄ヘンリー3世を支持した。その後シモン・ド・モンフォールを支持した時期もあるが、1264年の第二次バロン戦争に際しては再びヘンリー3世派として参戦した。1265年には皇太子エドワード（後のエドワード1世）の指揮下でイーヴシャムの戦いに参戦した。
その後、ヘンリー3世と不和となり、一時的に領地で引退生活を送ったものの、1272年にエドワード1世が即位すると再び重用されるようになった。
娘婿にあたるスコットランド王ジョン・ベイリャルが1296年にエドワード1世に反旗を翻した際には、サリー伯がウェールズで徴兵してスコットランド侵攻軍を組織・指揮し、ダンバーの戦いでベイリャル率いるスコットランド軍を撃破した。この戦功によりエドワード1世からスコットランド総督に任命された。
強圧支配によってスコットランド民衆を徹底的に弾圧したが、それによりスコットランド民衆の抵抗運動は高まっていった。1297年7月までに南西部の抵抗運動の鎮圧に成功したものの、ウィリアム・ウォレスとアンドルー・マリー率いるスコットランド軍は中部から北東部にかけて勢力を拡大した。これを危険視したサリー伯は討伐軍を起こし、1297年9月11日にスターリング・ブリッジの戦いでスコットランド軍と衝突したが、惨敗を喫した。しかしその翌1298年のフォルカークの戦いではエドワード1世の指揮下で参加して勝利し、雪辱を果たしている。
彼は外征ではエドワード1世にどこまでも忠実だったが、イングランド国内においてはイングランド貴族の代表として行動することが多く、王権による貴族権力抑制に抵抗した。1278年から1279年にかけては王権拡大を狙った権限開示令状に反対した。
1304年9月29日にサリー・ケニントンで死去。

## 家族
1247年にユーグ10世・ド・リュジニャンの娘アリスと結婚した。彼女の母はジョン王の王妃だったイザベラであり、したがってヘンリー3世の異父妹にあたる。彼女との間に息子1人（ウィリアム・ド・ワーレン）と娘2人（長女エレノアと次女イザベラ）を儲けた。
長男ウィリアムに先立たれたため、爵位はウィリアムの長男ジョンが継承した。次女イザベラはスコットランド王ジョン・ベイリャルと結婚した。